# Nyctereutes lockwoodi
Nyctereutes lockwoodi (єнот Локвуда) — вимерлий, середньо-пліоценовий вид єнотів (Nyctereutes), виявлений у Дикіці, Ефіопія. Вид названий на честь покійного Чарльза Локвуда за його внесок у наші знання про рід австралопітеків у Південній та Східній Африці. N. lockwoodi значно більший, ніж сучасний Nyctereutes procyonoides, але за розмірами схожий на викопні форми цього роду. Зубний ряд викопного виду вказує на всеїдну дієту. Опис цього виду порушує цікаві біогеографічні та філогенетичні проблеми. Він безумовно не тісно споріднений із сучасним європейським і турецьким N. donnezani, а також з пізнішими N. abdeslami з Марокко, і ми, швидше, повинні припустити імміграцію з Південної Азії форми, пов'язаній з N. tingi, можливо, також є предком для N. terblanchei. Цікаво також, що, як і сучасні Nyctereutes, він фенетично більше відрізняється від Vulpes, ніж від Canis, хоча генетичні дані однозначно показують, що останній віддалений від Nyctereutes.